# No Protection (album de Starship)
Pour les articles homonymes, voir No Protection.
Albums de Starship
Knee Deep in the Hoopla
(1985) Love Among the Cannibals
(1989)
Singles
1. Nothing's Gonna Stop Us Now
Sortie : 1987
2. It's Not Over ('Til It's Over)
Sortie : 1987
3. Beat Patrol
Sortie : 1987
4. Set the Night to Music
Sortie : 1987

No Protection est le deuxième album de Starship, sorti en 1987. Il inclut notamment Nothing's Gonna Stop Us Now, single no 1 aux États-Unis.
Le groupe est réduit à un quatuor à la suite du départ du bassiste Pete Sears.

## Titres

### Face 1
1. Beat Patrol (Johnny Warman, Peter Wolf) – 4:23
2. Nothing's Gonna Stop Us Now (Diane Warren, Albert Hammond, Narada Michael Walden) – 4:29
3. It's Not Over ('Til It's Over) (Robbie Nevil, John Van Tongeren, Phil Galdston, Keith Olsen) – 4:18
4. Girls Like You (Craig Chaquico, Steve Diamond, Mickey Thomas, Peter Wolf) – 3:24
5. Wings of a Lie (Peter Wolf, Ina Wolf) – 4:57

### Face 2
1. The Children (Martin Page, Clif Magness, Peter Wolf) – 5:40
2. I Don't Know Why (Grace Slick, Jeff Pennig, Michael Luna, Peter Wolf) – 4:15
3. Transatlantic (Anton Fig, Phil Galdston, Keith Olsen) – 4:05
4. Babylon (Grace Slick, Tommy Funderburk, Larry Williams, Keith Olsen) – 4:30
5. Set the Night to Music (Diane Warren, Peter Wolf) – 4:40

## Musiciens

### Starship
- Grace Slick : chant
- Mickey Thomas : chant
- Craig Chaquico : guitare
- Donny Baldwin : batterie, chant

### Autres musiciens
- Peter Wolf : claviers, basse
- Larry Williams : claviers
- Bill Cuomo : basse, claviers
- Alan PAsqua : claviers
- Narada Michael Walden : batterie
- Walter Afanasieff : claviers
- Corrado Rustici : guitare
- Bongo Bob : percussions
- Tommy Funderburk, Bret Bloomfield, Maxi Anderson, Siedah Garrett, Sharon Hendrix, Phillip Ingram, Clif Magness, Jeff Pescetto, Oren Waters, Ina Wolf, Kitty Beethoven, Jim Gilstrap : chœurs